# Cửa khẩu Trapeang Sre
Cửa khẩu Trapeang Sre là cửa khẩu quốc tế đường bộ tại vùng đất huyện Snuol tỉnh Kratié, Campuchia .
Cửa khẩu Trapeang Sre thông thương với Cửa khẩu Hoa Lư ở huyện Lộc Ninh tỉnh Bình Phước, Việt Nam  11°58′02″B 106°32′39″Đ / 11,967175°B 106,544142°Đ.